# Iglesia de la Anunciación (Cogollos de Guadix)
La iglesia de la Anunciación de Cogollos de Guadix (provincia de Granada) se construyó en un primer momento en el siglo XVI con módulo sencillo y técnica mudéjar fue posteriormente ampliada, apareciendo hoy con una particular «desproporcionada escala», con interesante armadura mudéjar en su nave principal y lateral, retablo del altar mayor de exuberante barroquismo e imponente torre-campanario en el exterior con clara referencia a la cercana Catedral de Guadix.

## Descripción
La planta de la Iglesia de Cogollos de Guadix queda configurada por una nave principal, de proporciones muy alargadas, con coro alto a los pies y que desemboca en un arco apuntado que da paso a la capilla mayor. A la nave principal se adosa en el lado izquierdo una única nave lateral, separada por cinco arcos rebajados que apoyan en gruesas columnas de ladrillo. Completan la estructura, la sacristía, en el lado izquierdo de la capilla mayor, y la monumental torre situada en el lado derecho.
El templo posee elementos de importante valor artístico como las armaduras mudéjares de las naves y la capilla mayor. Cubre la nave principal una armadura de limas moamares con ocho tirantes pareados, que se apoyan, al igual que los cuadrales, en canes góticos de tres lóbulos. La armadura entronca perpendicularmente con el arco ojival no apareciendo faldón en este extremo. 
La cubierta de la capilla mayor, también de limas moamares, recibe un tratamiento ornamental más rico. Los pares se apeinazan en los cabos y centro con lazo de ocho y el harneruelo aparece cuajado de lazo; los cuadrales dobles apoyan en canes de acanto. 
El programa de carpintería mudéjar se completa con dos interesantes alfarjes. El que cubre la nave lateral se forma a base de jácenas que descansan en canes de acanto y en la tablazón vemos casetones con rosetas.
Alrededor corre un friso de sogueado y dentículos. El otro alfarje, situado en el primer cuerpo de la torre, apoya en canes de cartela con sogueado central, motivo recogido también en los papos de las jácenas alternando con espina de pez.
En el siglo XVIII se instala el retablo de la capilla mayor y se construye la torre-campanario, intervenciones que aumentaron el valor artístico y la monumentalidad del templo. El retablo, que recuerda obras hispanoamericanas, es de un barroquismo exaltado en el que los elementos estructurales quedan ocultos bajo una profusa decoración a base de hojarasca vegetal, rocallas, rosetones, frutos, animales, angelotes y cabezas de querubines.
Entre 1760 y 1780 se levanta la torre-campanario situada junto a la cabecera. Su monumentalidad y riqueza ornamental contrasta con la sencillez de las fachadas del templo. Construida en ladrillo visto, se compone de tres cuerpos y remate ochavado. Presenta similitudes con otras de la zona como la de la iglesia de La Calahorra, inspirada también en la Catedral de Guadix.

## Fuente
- Este artículo incluye contenido derivado de una disposición relativa al proceso de protección, incoación o declaración de un bien cultural o natural publicada en el BOE n.º 58 el 8 de marzo de 2002 (texto), el cual está libre de restricciones conocidas en virtud del derecho de autor de conformidad con lo dispuesto en el artículo 13 de la Ley de Propiedad Intelectual española.

- Datos: Q5912267
- Multimedia: Iglesia de la Anunciación, Cogollos de Guadix / Q5912267